# Герб Марселя
Герб Марселя (фр. Armoiries de Marseille) — официальный символ французского города Марселя, существующий с XIV века. Действующая версия была принята в 1883 году.
Герб Марселя состоит из серебряного (белого) поля с лазурным (синим) крестом. Происхождение связано с цветами городского флага. Позади щита помещены трезубец и серебряный кадуцей, помещенный в сальтире (на клинке). Трезубец ассоциируется с морем и рыбалкой. Кадуцей обычно представляется как символ торговли.
Геральдические опоры (фигуры, обрамляющие щит) — это фигуры быка и льва, оба из серебра. Бык, расположенный в правой руке щита (слева от зрителя), неистовствует и охраняет (возвышается и наблюдает за зрителем). Лев свирепствует.
На гербе изображена французская серебряная корона. Настенная корона римского происхождения часто используется муниципалитетами как символ их власти и авторитета. Внизу сабельными буквами (чёрного цвета) написан девиз города «Actibus immensis urbs fulget Massiliensis», что на латыни означает «Город Марсель сияет своими великими достижениями».

## История

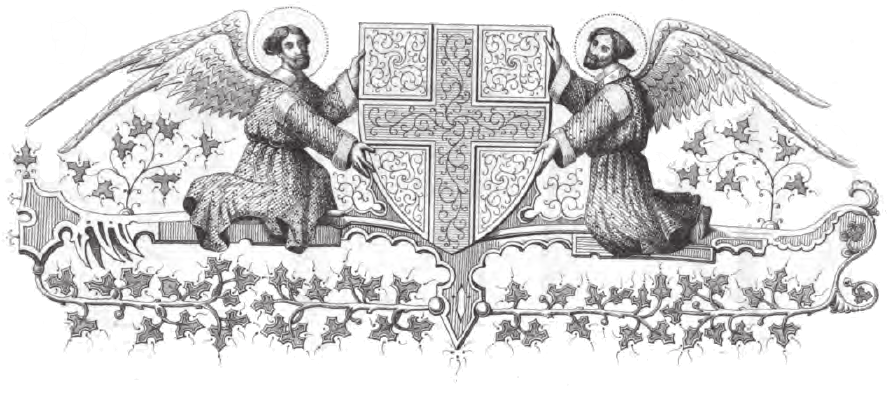
Первое изображение герба в Красной книге

Флаг города Марсель, белого цвета с синим крестом, старше герба. Крест был принят как символ крестовых походов, так как в то время (XI—XIII вв.) в портах погрузки в Святую землю поднимались флаги с крестами как характерный знак безопасных портов.
Первое документальное упоминание герба Марселя датировано 1254 годом в статутах города, предписывающих его использование: «of vexillo cum Cross communis Massilie, несущего in navibus et de alio vexillo». В 1257 году в соглашении, которое город подписал с Карлом I Анжуйским, графом Прованским, было указано, что «на суше и на море, на своих кораблях, галерах и других объектах они будут показывать флаг своего муниципалитета в обычном порядке, и только знамя господина графа будет водружено на самом почётном месте». В том же году на средневековом провансальском языке появился девиз города: «De grands fachs resplen la cioutat de Marseilles», написанный в летописях той эпохи. Самое старое графическое изображение герба датируется XIV веком в Красной книге города в иллюстрации, на которой изображена клятва, произнесенная в вигерии, административном суде средневековой Франции. В этой иллюстрации можно увидеть четыре лазурных креста на серебряном фоне.
С течением времени изображения герба города (нарисованные, раскрашенные, напечатанные или вылепленные), вырезанные на фасадах общественных зданий или украшающие предметы, умножились. До 1699 года герб официально не регистрировался в Генеральном гербовнике из-за распоряжения Жана-Батиста Кольбера.
17 мая 1809 года, во времена Первой империи, муниципалитетам было разрешено использовать свои старые гербы, запрещённые в 1790 году Учредительным собранием. Этим правом Марсель мог воспользоваться в 1810 году. 6 новых оружий должны были использоваться по правилам наполеоновской геральдики: «в разрезанном поле; в первом — серебряный, лазурный крест; во втором, того же, золотая трирема на Синопольском море; вождь красных, нагруженный тремя золотыми пчёлами». Однако наполеоновское оружие так и не было использовано. Во время Реставрации Бурбонов Людовик XVIII королевским патентом подтвердил, что герб города будет украшен быком, вооружённым трезубцем, и львом, держащим кадуцей, подобно тем, что изображены на Гербовнике 1699 года.
В 1826 году был утвержден новый вариант, в котором была введена фресковая корона, а опоры заменены рогом изобилия и трезубцем, сопровождаемыми надписью «Massilia civitas» («Город Марсель»). Эта композиция до сих пор используется на официальной печати муниципалитета.
Большой щит, предназначенный для официальных документов, датируется 1883 годом и был разработан Жозефом Ложье, хранителем Кабинета монет и медалей. В нём изображена настенная корона, а также бык, лев и девиз города.